# McClelland Ridge
McClelland Ridge är en bergstopp i Antarktis. Den ligger i Östantarktis. Nya Zeeland gör anspråk på området. Toppen på McClelland Ridge är 1 411 meter över havet. McClelland Ridge ingår i Olympus Range.
Terrängen runt McClelland Ridge är bergig åt sydväst, men åt nordost är den kuperad. Trakten är obefolkad. Det finns inga samhällen i närheten.